# Gmach hotelu Nowa Praga w Warszawie

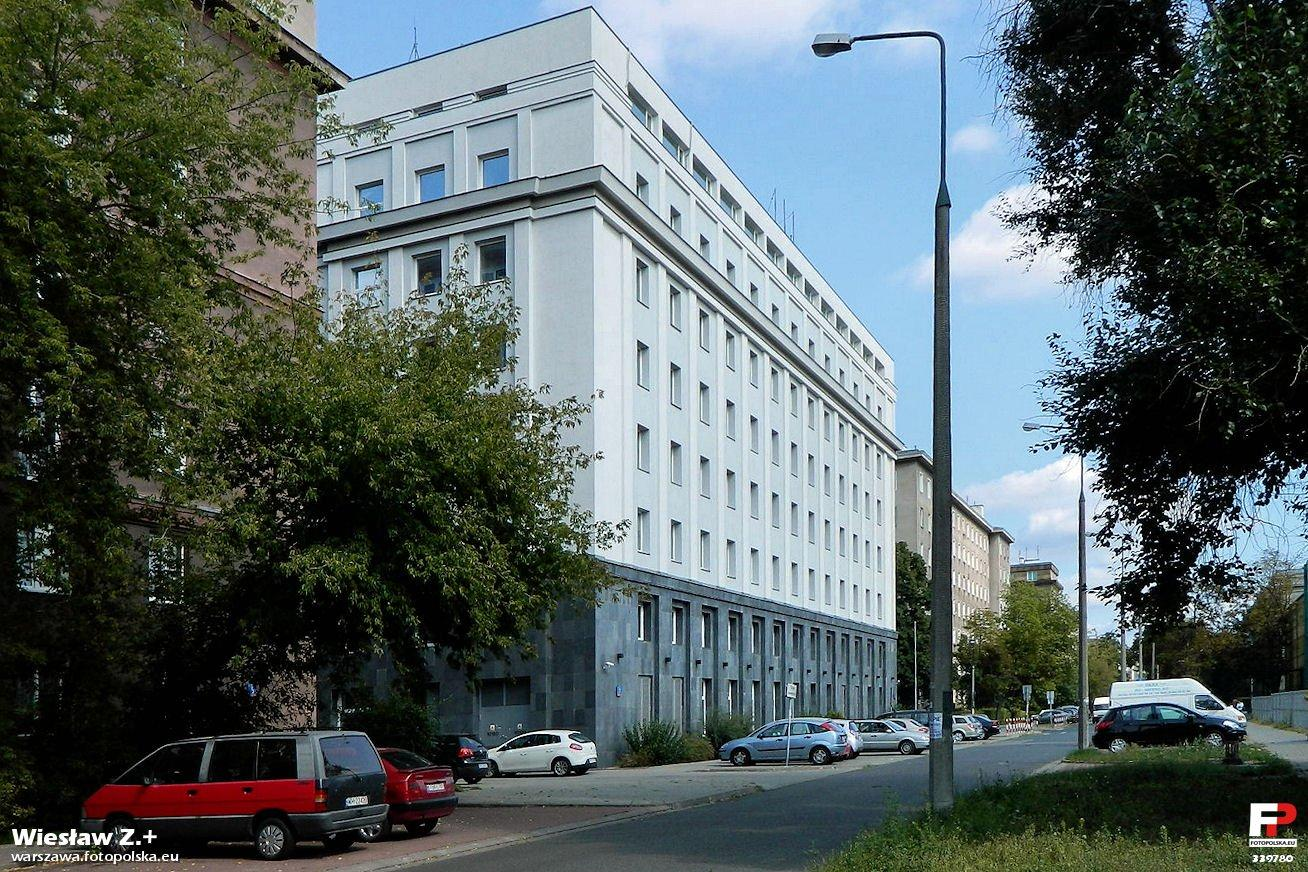
Gmach dawnego Hotelu Nowa Praga w 2012

Gmach Hotelu Nowa Praga w Warszawie – socrealistyczny budynek znajdujący się przy ulicy Bertolta Brechta 7 w warszawskiej dzielnicy Praga-Północ na osiedlu Praga II.

## Historia i architektura
Obiekt powstał jako część zabudowy wzniesionego w latach 1949–1955 kompleksu budynków osiedla Praga II, zaprojektowanego przez  Jerzego Gieysztora. Jego budowę rozpoczęto w 1956. Początkowo był przeznaczony na hotel robotniczy. W 1961 został przekształcony w hotel miejski. W 1994 w obiekcie były 143 pokoje (1-, 2- i 3-osobowe), znajdowała się restauracja oraz bar
Posiada 8 kondygnacji nadziemnych, 1 podziemną. Powierzchnia całkowita wynosi 6482 m². Zainstalowane w nim są 2 windy. Posiada 76 miejsc parkingowych.
Pierwotnie hotel nosił nazwę „Nowa Praga”, w 2002 zmodyfikowaną (z użyciem litery „v”)  na „Nova Praga”. Później większą część budynku wykorzystywano na cele biurowe (do 2011 siedziba spółki Strabag).